# 메모리알 (단체)
국제 역사·교육, 자선, 인권 단체 "메모리알"(러시아어: Междунаро́дное исто́рико-просвети́тельское, правозащи́тное и благотвори́тельное о́бщество «Мемориа́л»)은 러시아의 인권 단체이다. 러시아에서 설립된 러시아에서 가장 오래된 인권 단체이다.